# Konference 7000 osob
Konference 7000 osob (čínsky 七千人大会, pinyin qīqiānrén dàhuì) se konala od 11. ledna do 7. února 1962 v Pekingu. Během konference kritizoval Liou Šao-čchi Velký skok vpřed. O rok dříve v květnu 1961 se Liou se svoji ženou vrátil do své rodné provincie Chu-nan, aby lépe porozuměl neúspěchu lidových komun. Během konference svoji zprávu přednesl Stálému výboru, kdy navrhoval přehodnocení ekonomických plánů a ohlédnutí za předchozími roky. Požadoval okamžité ukončení projektů, u kterých se neočekávaly žádné ekonomické výsledky a navrhoval uzavření podniků, které nevynášely žádný zisk. Zároveň navrhoval aplikování volného trhu a zvýšení cen za produkci v zemědělství. V neposlední řadě požadoval, aby se zastavilo hladovění rolníků. Kromě toho slíbil, že provede rehabilitaci těch, kteří utrpěli během kampaně proti pravičákům z roku 1959-60. I když měl podporu většiny stranické elity, zároveň byl opatrný, aby nekritizoval přímo Mao Ce-tunga.
Mao následně provedl sebekritiku, ale i přesto tvrdil, že 70 % hladomoru bylo způsobeno přírodními katastrofami a pouze 30 % lidskými chybami. Liou Šao-čchi ihned tvrdil, že čísla byla naopak. Lin Piao a Teng Siao-pching vyjádřili podporu Maovi.
Během konference byl zbaven svých funkcí Ceng Si-šeng, který byl tajemníkem Komunistické strany Číny v provincii An-chuej. Ceng byl kritizován za přílišnou podporu k Velkému skoku vpřed a za následná extrémní opatření po skončení Velkého skoku.
Mao po konferenci odjel do Wu-chanu. Za jeho nepřítomnosti v Pekingu se snažili Čou En-laj a Čchen Jün obnovit některé ekonomické myšlenky z 1. pětiletky z roku 1953. Chtěli zmírnit národní deficit, zavést zemědělské reformy a navrhnout plány pro těžký průmysl.